# Werkstatt der Kulturen

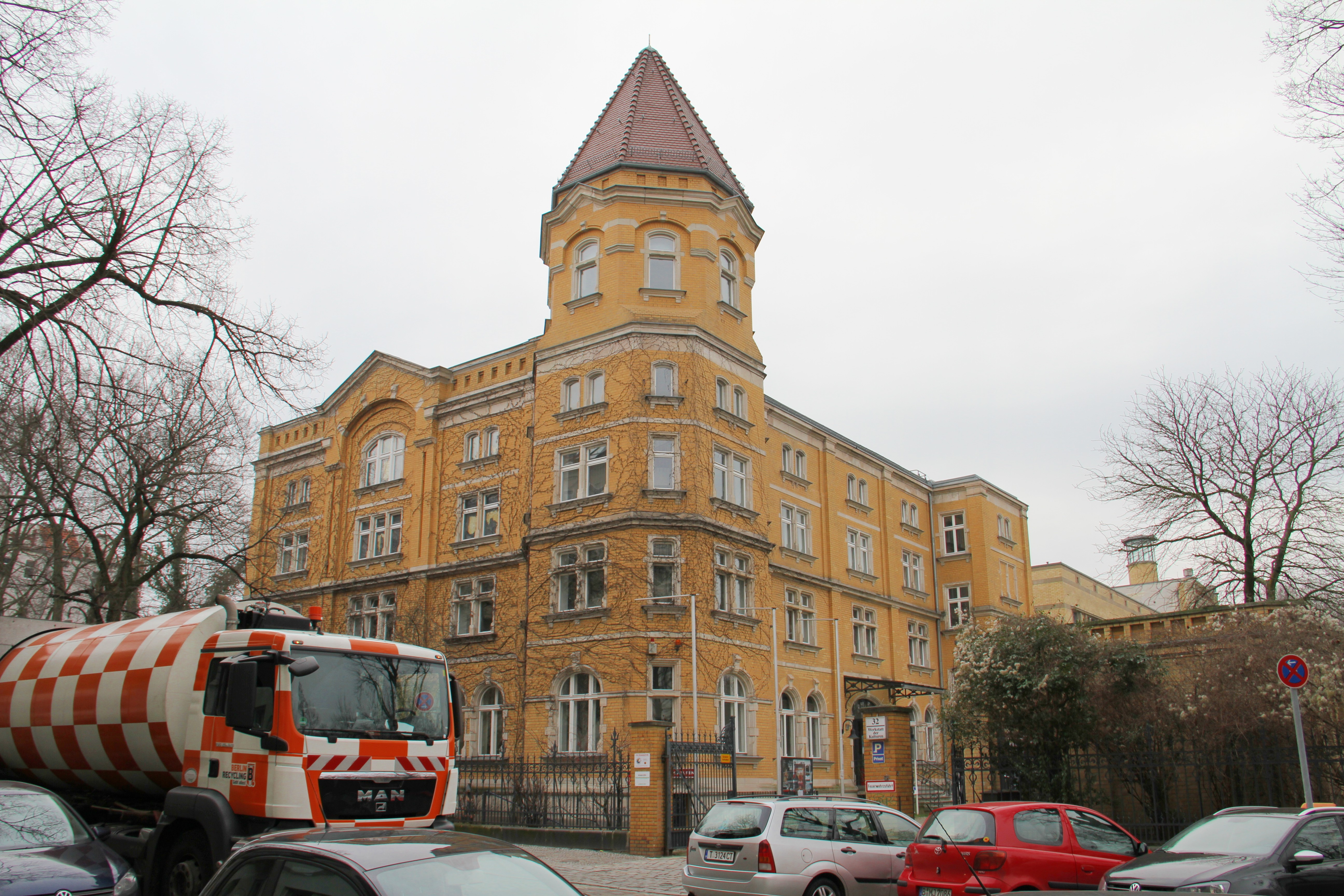
Werkstatt der Kulturen, 2012

Die Werkstatt der Kulturen war von 1993 bis 2019 ein Veranstaltungszentrum in Berlin.
Sie war die einzige Berliner Kultureinrichtung, die ihren Fokus auf Transkulturalität setzte und damit die Vielfalt migrantischer und minoritärer Kultur-, Kunst- und Aktionsformen abbildete. Das Haus wurde vom Senat von Berlin gefördert und war dort dem Bereich Integration und Migration zugeordnet. Die Werkstatt der Kulturen war als eingetragener Verein organisiert, die Trägerschaft lag beim Verein Brauerei Wissmannstraße e. V. Die Werkstatt wurde am 23. Oktober 1993 eröffnet und befand sich in der Wissmannstraße (heute Lucy-Lameck-Straße) im Ortsteil Neukölln, im Gebäude der ehemaligen Bergschloß-Brauerei. Am 14. März 2020 wurde dort ein Zentrum durch den neuen Träger „Kultur NeuDenken“ (KND) unter dem Namen Oyoun neu eröffnet.

## Leitung
Dem ersten Geschäftsführer der Werkstatt wurde laut Berliner Zeitung im Januar 1994 nach rund sechs Monaten Tätigkeit vom Verein wegen „nicht ordnungsgemäßer Geschäftsführung“ gekündigt. Von 1994 bis 2008 leitete der Kulturmanager Andreas Freudenberg (* 1951) die Werkstatt der Kulturen.
Geschäftsführerin und künstlerische Leiterin der Werkstatt war von 2008 bis 2019 Philippa Ebéné (* 1963). Ebéné studierte Ethnologie und Volkskunde, arbeitete als Schauspielerin und PR-Consultant, gründete das Schauspielstudio für Berufsschauspieler forum für filmschauspiel e. V sowie das Schauspielensemble abok. Für ihre Leistungen als Geschäftsführerin der Werkstatt der Kulturen wurde sie 2010 mit dem Ehrenpreis des M Berlin Marketing Award ausgezeichnet, da sie mit der transkulturellen Ausrichtung des Hauses das liberale Image der Hauptstadt und somit den Standort Berlin stärkt. Mit zahlreichen Eigenproduktionen und unterschiedlichen Festivals bildete die Werkstatt der Kulturen das kulturelle Schaffen und die Perspektiven von Berlinern aus über 180 Nationen ab.

## Veranstaltungsprogramm und Projekte

### Karneval der Kulturen
Nach eigener Darstellung stand die Werkstatt der Kulturen „wie keine andere Einrichtung in der Stadt für das Zelebrieren kultureller Differenz – es ist ihre Raison d’Être“.
Eine der Hauptveranstaltungen der Werkstatt war bis 2014 der Berliner Karneval der Kulturen, der jedes Jahr von ungefähr als einer Million Menschen besucht wurde. Beim Karneval der Kulturen gibt es einen Straßenumzug am Pfingstsonntag, ein mehrtägiges Straßenfest, einen Kinderkarneval und diverse Partys. Beim Straßenumzug waren im Jahr 2012 rund 4800 Menschen beteiligt und 800 Künstler traten beim Straßenfest auf. Der Event spiegelte die Vielfältigkeit Berlins wider und wurde 1996 von der Werkstatt ins Leben gerufen. Zum Februar 2015 ging die Organisation des Berliner Karnevals der Kulturen in die Verantwortung von Kulturprojekte Berlin über.
Laut einer Studie der Investitionsbank Berlin (IBB) aus dem Jahr 2011 beträgt das durch den Karneval der Kulturen erwirtschaftete zusätzliche Bruttoinlandsprodukt für den Zeitraum von fünf Jahren 53,2 Millionen Euro. „Jeder [in den Karneval der Kulturen] investierte Euro bringt das Fünffache an Einnahmen“ heißt es in der Studie. Neben Gastronomie und Hotellerie kommt die Veranstaltung auch dem Einzelhandel, anderen Kultureinrichtungen und Dienstleistern zugute. Zudem schafft bzw. erhält der Karneval der Kulturen 220 Arbeitsplätze in Berlin. Auch das Image der Hauptstadt profitiert immens von dem Straßenumzug. In den Medien ist der  Karneval der Kulturen nicht nur bundesweit, sondern global vertreten und zeigt Berlin als junge, fröhliche und weltoffene Metropole und trägt damit maßgeblich zum Berlin-Hype bei.
Neben dem Karneval der Kulturen wurden  weitere Festivals organisiert, und unter anderem der Black History Month und das Festival Creole – Global Music Contest aus Deutschland. 2010/2011 gewannen die Bands Cyminology, Kavpersaz und Kellerkommando den bundesweiten Wettbewerb. In der Werkstatt selbst gibt es ganzjährig ein umfassendes Kulturprogramm, z. B. Konzerte, Theater, Tagungen oder Diskussionsrunden. Außerdem gab es regelmäßige Veranstaltungsreihen wie zum Beispiel die Konzertreihe World Wide Music, World Wide Cinema.
Im Buch Plausible Vielfalt. Wie der Karneval der Kulturen denkt, lernt und Kultur macht. herausgegeben von von Michi Knecht, Levent Soysal von 2007 erschienen im Panama-Verlag Berlin, kommt auch die Geschichte der Werkstatt der Kulturen vor.

### Geschichts- und Musikprojekt „1884“
Auf Einladung der Werkstatt fand im Februar 2010 in Berlin die Geschichtskonferenz „1884“ statt. Musiker afrikanischer Herkunft wurden zu Vorträgen, Filmvorführungen und Diskussionen zu den Themen Geschichte Afrikas vor der Kolonialinvasion, Sprachenpolitik in Afrika, Kolonialismus im Film und afrikanische Widerstandsbewegungen gegen die koloniale Unterwerfung eingeladen. Dieser historische, sprach-, kultur- und filmwissenschaftliche Input, sowie biografische Erfahrungen, bildeten die Grundlage für die Produktion der CD 1884.

### ArbeitskreisWerkstatt Religionen und Weltanschauungen
Die Werkstatt Religionen und Weltanschauungen (WRW) ist ein offener Arbeitskreis zum Ausbau des interreligiösen Dialogs. Er wurde im Jahr 2000 von der Werkstatt der Kulturen gegründet, trifft sich regelmäßig einmal im Monat und publiziert die Ergebnisse. Darüber hinaus werden Fachtagungen ausgerichtet, die sich insbesondere an Lehrpersonal wenden. Es gibt jeweils ein dominierendes Jahresthema, das den Austausch bestimmt, wie „Religion und digitale Medienwelt“ (2012), „Glauben, Wissen, Fanatismus“ (2011) oder „Empathie, Mitgefühl, Nächstenliebe“ (2010). An dem Arbeitskreis wirken Menschen mit, die sich folgenden Religionen zuordnen oder darin Fachkenntnisse mitbringen: evangelisches, katholisches und serbisch-orthodoxes Christentum, sunnitischer und sufistischer Islam, Judentum, Hinduismus, Buddhismus, Sikhismus, Baha’i, Neuheidentum und weltlicher Humanismus.
Die WRW besteht auch nach Schließung der Werkstatt der Kulturen weiter, allerdings nicht mehr im selben Haus.

### Ausstellungskonflikt 2009
Im September 2009 kam es zu einer mit breitem Medienecho begleiteten Auseinandersetzung um die Ausstellung „Die Dritte Welt im Zweiten Weltkrieg“, die ursprünglich in der Werkstatt der Kulturen gezeigt werden sollte.

## Träger und Finanzierung
Träger der Werkstatt der Kulturen war der Trägerverein „Brauerei Wissmannstrasse e. V.“. Von der Senatsverwaltung für Kultur und Europa erhielt die Werkstatt bis Ende 2019 Zuwendungen zur Finanzierung ihrer Infrastruktur. Für einzelne Projekte und Programme wurden Drittmittel beantragt. Zudem erzielte die Werkstatt Einnahmen aus der Vermietung ihrer Räumlichkeiten.
Der Berliner Senat schrieb im Sommer 2019 den Kulturstandort Wissmannstr. 32/Neukölln neu aus.

## Bergschloss-Brauerei

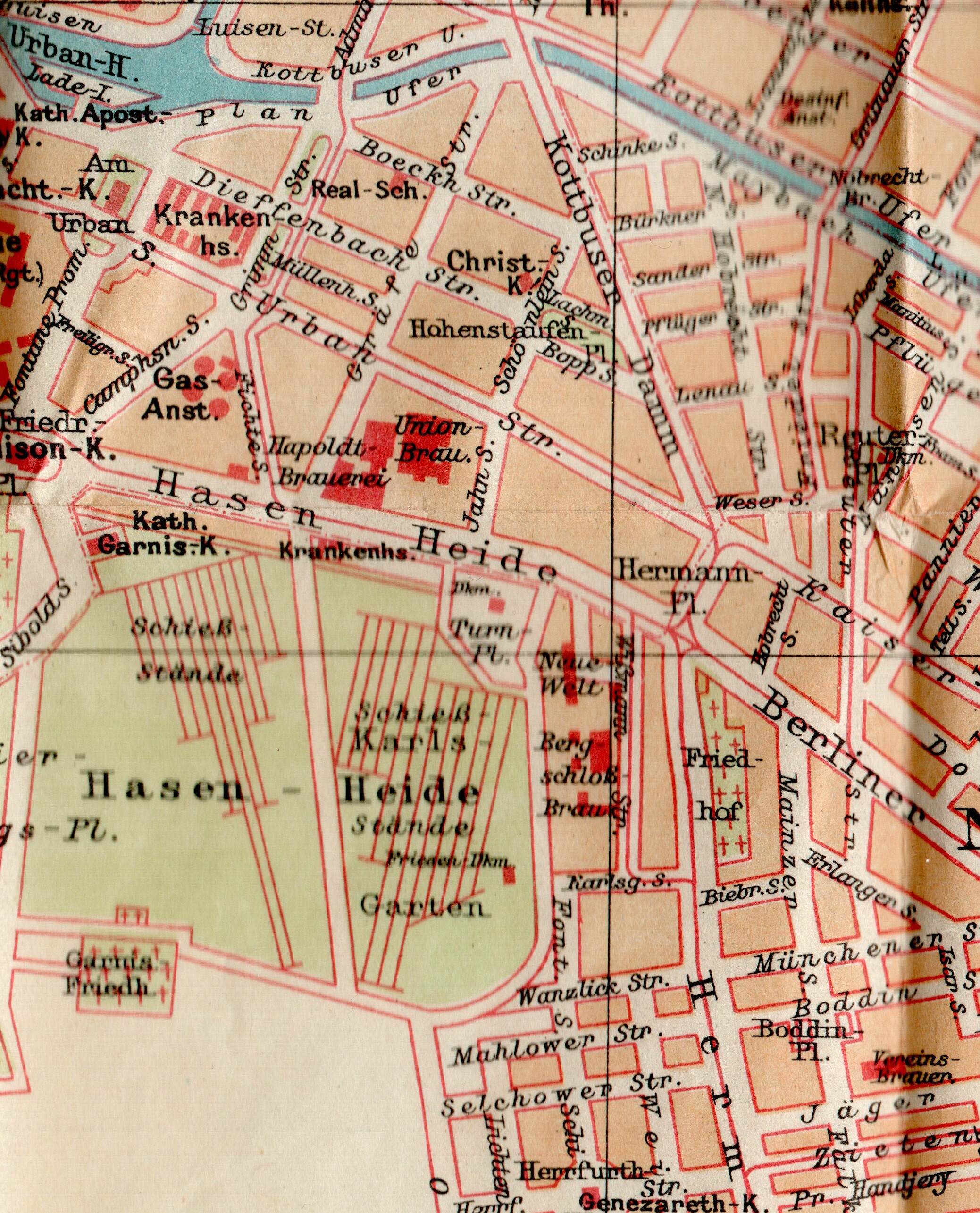
Stadtplan-Ausschnitt Berlin-Neukölln 1915

Die Gebäude der Bergschloss-Brauerei wurden von 1850 bis 1902 nach den Entwürfen der Architekten Hanner und Hering errichtet. Zu einer Pferdewechselstation mit Bierausschank und kleiner Brauerei kam 1867 ein Biergarten. Der Name Bergschloss-Brauerei wird seit 1875 verwendet. 1880 kaufte der Gastronom Rudolf Sternecker einen Teil des Geländes und eröffnete den Vergnügungspark Neue Welt.
1926 wird die Bergschloss-Brauerei durch die Löwenbrauerei – Böhmisches Brauhaus in Friedrichshain übernommen, nach 1952 gehörte sie als „Abteilung Bergschloss“ zur Schultheiss-Brauerei, die sie 1975 stilllegte.
Die Gesamtanlage der Bergschloss-Brauerei steht unter Denkmalschutz. Von 1993 bis 2019 befand sich die Werkstatt der Kulturen in den ehemaligen Brauereigebäuden.

## Neuausschreibung
Im Jahr 2019 wurde die Werkstatt der Kulturen als „Ausschreibung Kulturstandort Wissmannstr. 32 / Neukölln (bisher: Werkstatt der Kulturen)“ neu ausgeschrieben. Als Grund gab die Senatsverwaltung an, die Einrichtung solle „neu konzipiert“ und ihre „Ausstrahlung in die gesamte Stadt verbessert“ werden. Bereits die Koalitionsvereinbarung 2016–2021 der rot-rot-grünen Landesregierung hatte die Neuausschreibung vorgesehen – als „Kultureinrichtung und Plattform für die vielfältige kulturelle Entwicklung Berlins“.  Am 14. März 2020 wurde ein Zentrum durch den neuen Träger „Kultur NeuDenken“ (KND) unter dem Namen Oyoun (arabisch für Blicke oder Augen) neu eröffnet. Die Übernahme ging mit mehreren Auseinandersetzungen einher, unter anderem um die Übernahme bisheriger Mitarbeiter.

## Ehemalige Weblinks
Alle hier aufgeführten Links waren am 27. April 2021 nicht mehr erreichbar.
- Homepage der Werkstatt der Kulturen, abgerufen am 16. Dezember 2012
- Seite über die Werkstatt bei Karneval-Berlin.de, abgerufen am 16. Dezember 2012
- Webauftritt des Festivals creole – Globale Musik aus Deutschland, abgerufen am 5. Oktober 2013
- Geschichte der Werkstatt der Kulturen
- Unternehmensbroschüre von 1993 über die Anfänge der Werkstatt der Kulturen PDF

Archivlink der Website: